# Akutni moždani sindrom
Akutni moždani sindrom (AMS) je posledica oboljenja koja zahvataju centralni nervni sistem ili druge delove organizma koja sekundarno utiču na centralni nervni sistem. Akutni moždani sindrom je akutni poremećaj kod koga postoji oštećenje orijentacije, pamćenja, shvatanja, sposobnosti učenja i rasuđivanja, mogu se ispoljiti i poremećaji raspoloženja, promena etičkih standarda, potenciranje karakternih crta ličnostii umanjenje sposobnosti donošenja samostalnih odluka. U odnosu na način pojavljivanja i tok oboljenja ona se mogu podeliti na akutne i hronične ina reverzibilne i ireverzibilne. Reverzibilni sindromi su posledica funkcionalnih promena u CNS-u,dok su ireverzibilni sindromi posledica strukturalnih promena u CNS-u.

## Klinička slika AMS
Kod AMS je važno uočiti postojanje uvek prisutnih simptoma koji su za njega karakteristični i koje treba razlikovati od drugih tzv. fakultativnih simptoma koji mogu a ne moraju biti uvek prisutni.Odnos psihopatoloških poremećaja koji se javljaju kod AMS,treba razlikovati stanja koja idu sa poremećajem svesti od drugih psihičkih poremećaja prolaznog karaktera i koja idu bez poremećaja svesti. 

## AMS kao posledica nedostatka faktora potrebnih za funkcionisanje CNS
Za normalno funkcionisanje CNS potrebne su velike količine kiseonika jer se oksidativni metabolizam ugljenih hidrata ne može ni za kratko vreme zameniti anarobnim metabolizmom. Ukoliko je hipoksija ili anoksija, može doći do određenih psihičkih poremećaja. Faktori koji dovode do ovih stanja su: anemije rzličite vrste, intoksikacije, cerebralna arterioskleloza, poremećaj cerebralne cirkulacije. Ukoliko parcijalni pritisak kiseonika padne ispod kritičnih vrednosti,pacijent prolazi kroz različita stanja psihičkih poremećaja. U prvoj fazi se vidi zbunjenost,koja prelazi u euforiju sa nekritičnim ponašanjem,zatim pomućenje svesti, paraliza mišića sa pojavom kome i prestankom rada srca.

### Glikoza kao izvor energije
Glikoza predstavlja glavni izvor energije za aktivnosti moždanih ćelija. Mozak koristi za svoje potrebe 25% ukupne glikoze iz krvi. Znaci hipoglikemije ispoljavaju se bledilom kože, profuznim znojenjem, "unutrašnjim drhtanjem", povišenim krvnim pritiskom, tahikardijom i opštom slabošću. Na psihičkom planu dolazi do opšteg nemira pacijenta, ošamućenosti, dezorijentacije i nekad pojave sumanutih ideja. Takođe se mogu javiti ataksija, tonično-klonični grčevi, gubitak svesti i koma. 

### Vitamini kao izvor energije
Vitamini ulaze u sastav enzima i drugih jedinjenja neophodnih za normalno funkcionisanje organizma,a naročito nervnig sistema. Ne unošenje dovoljnih količina vitamina dovodi do pojave hipovitaminoze,što može imati za posledicu organske i psihičke poremećaje.Avitaminoza sa vitaminom B12 daje psihičke poremećaje u smislu organskog psihosindroma, prolaznih stanja zbunjenosti i dezorijentacije a tek posle nekoliko godina pojavljuju se spinalni poremaćaji i anemija. Nedostatak vitamina B1 ima za posledicu pojavu pseudoneurasteničnih tegoba zatim paranoidno halucinatornih stanja koja se mogu okarakterisati kao simptomatske psihoze. Terapija se sastoji u supstitucionalnoj terapiji vitamina uz ostalu odgovarajuću simpomatsku terapiju.

## Literatura
- Arns,W:et al: NEurologijeund Psychiatrie, Georg Thieme Verlang, Stutgart, 1975.
- Bleuler,M.: Endokrinogische Psychiatrie, Thieme Verlag, Stutgart, 1954.
- Huber;G.: Psychiatrie, Sustematischer Lehrtext fur Studenten und Arste, Zweite, uberarbeitezte Auflange, F.K.Schattauer verlang, Stutgart-New York, 1976.

|  | Molimo Vas, obratite pažnju na važno upozorenje u vezi sa temama iz oblasti medicine (zdravlja). |